# Wappen Namibias
Das Wappen Namibias wurde am 21. März 1990 eingeführt. Die Grundlage bildete eine einstimmige Entscheidung der Mitglieder der Verfassunggebenden Versammlung Namibias am 9. März 1990.

Das Siegel

## Beschreibung und Symbolik
Die einzelnen Elemente des Wappens haben folgende Bedeutung:
- Der Wappenschild beinhaltet die Flagge Namibias und hat auch die gleiche Symbolik. Er steht fest im Sande der jahrtausendealten Wüste Namib. In diesem Sand ist die Welwitschia mirabilis verwurzelt.
- Die zwei Oryxantilopen dienen als Schildhalter und sind endemisch im südlichen Afrika. Sie symbolisieren Eleganz, Stolz und Mut.
- Über dem Schild auf einer grün-goldenen Toque, die als Ring Reichtum symbolisieren soll, befindet sich ein Schreiseeadler. Er symbolisiert Weitsichtigkeit.

Das Wappenband trägt das englische Motto des Staates, das die grundlegenden Prinzipien der Verfassung nennt:
Unity, Liberty, Justice
(„Einheit, Freiheit, Gerechtigkeit“)
Neben dem Wappen gibt es noch das Siegel, dessen Nutzung dem Staatspräsidenten vorbehalten ist. Es zeigt in der Mitte das Wappen und in der Umschrift den Landesnamen und den Wahlspruch Unity, Liberty, Justice.

## Geschichte

Geplantes Wappen Deutsch-Südwestafrikas

Wappen Südwestafrikas

Das Deutsche Kolonialbüro entwarf 1913 für das Schutzgebiet Deutsch-Südwestafrika ein Wappen, das im goldenen Schildhaupt einen schwarzen Adler mit schwarz-silber geviertem Brustschild zeigte. Darunter war in Blau ein silberner Ochsenkopf dargestellt, zwischen dessen Hörnern sich ein Diamant befand. Über dem Schild schwebte die deutsche Kaiserkrone. Dieses Wappen wurde in leicht veränderter Form auf die Flagge des Deutschen Reiches aufgelegt.
Teile dieses Entwurfs fanden sich in dem 1961 geschaffenen Wappen für das durch die Republik Südafrika verwaltete Südwestafrika wieder, dass von 1963 bis 1980 verwendet wurde.